# Nederlandse Organisatie voor toegepast-natuurwetenschappelijk onderzoek
De Nederlandse Organisatie voor toegepast-natuurwetenschappelijk onderzoek (TNO) is een onafhankelijke onderzoeksorganisatie. De missie van TNO is mensen en kennis verbinden om innovaties te creëren die de concurrentiekracht van bedrijven en het welzijn van de samenleving duurzaam versterken. TNO werkt samen met partners en richt zich op negen maatschappelijke domeinen. TNO is in 1932 opgericht naar Nederlands recht. Als publiekrechtelijke organisatie heeft TNO een onafhankelijke positie en op basis van deze voorwaarden levert TNO oplossingen voor de grote uitdagingen waarmee de samenleving te maken heeft. De circa 3.300 werknemers houden zich bezig met innovaties, onderzoeken en data die direct kunnen worden toegepast door bedrijven en overheden. TNO richt zich op doelgerichte innovatie: geen kennis ontwikkelen om de kennis zelf, maar voor de praktische toepassing ervan in de samenleving.
Het hoofdkantoor van TNO, oorspronkelijk in Den Haag, was lang gevestigd in Delft maar is in 2015 terugverhuisd naar Den Haag. Andere locaties zijn te vinden in onder meer Amsterdam, Delft, Rijswijk (Zuid-Holland), Ypenburg, Leiden, Groningen, Helmond, Petten, Soesterberg, Utrecht, Zeist, Geleen en Eindhoven.

## Geschiedenis
TNO is in 1932 bij wet opgericht om kennis toepasbaar te maken voor bedrijven en overheden. Als publiekrechtelijke organisatie heeft TNO een onafhankelijke positie: het maakt geen deel uit van een overheidsinstantie, universiteit of onderneming. Als een bij wet opgerichte organisatie kan TNO onafhankelijke, objectieve, op wetenschappelijk onderzoek gebaseerde beoordelingen geven.
TNO vervult een rol als innovator namens het ministerie van Defensie, het ministerie van Sociale Zaken en Werkgelegenheid en de Geologische Dienst Nederland. In deze gevallen zijn aan TNO kennisintensieve overheidstaken gedelegeerd op het gebied van defensie & veiligheid, arbeidsparticipatie en de geologische dienst.
Aan de oprichting in 1932 is een lange geschiedenis aan voorafgegaan. De Commissie Lorentz uit 1918 - officieel Wetenschappelijke Commissie van advies en onderzoek in het belang van volkswelvaart en weerbaarheid - met onder meer de wiskundige Luitzen Egbertus Jan Brouwer betekende een eerste aanzet. Deze commissie was bedoeld om de beoefenaren van de natuurwetenschappen te betrekken bij het oplossen van allerlei problemen die het gevolg waren van de Eerste Wereldoorlog.
Nadat de commissie was gestopt met zijn activiteiten bleef de discussie over het effectiever inzetten van de wetenschap voor allerlei praktische behoeften doorgaan. Zo groeide het besef dat toepassingsgericht onderzoek een belangrijke bijdrage kon leveren aan het concurrentievermogen van de industrie. Grote bedrijven hadden intussen hun eigen R&D (research & development)-faciliteiten gecreëerd en bouwden aan samenwerking met de universiteiten. Voor het midden- en kleinbedrijf lag dat moeilijker. In het buitenland waren speciale organisaties gecreëerd om de industrie te ondersteunen.

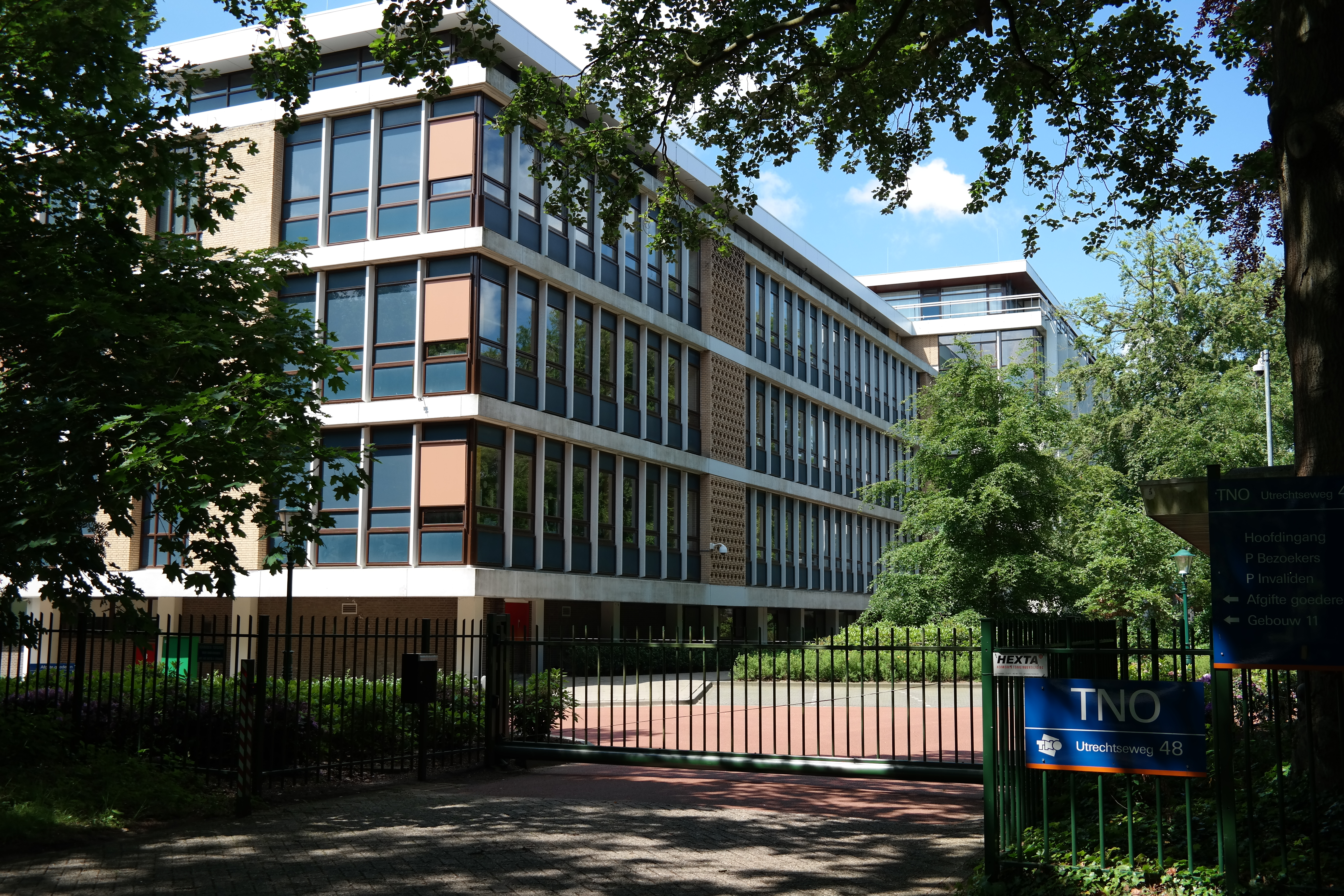
TNO locatie Zeist, het voormalige "Centraal Instituut voor Voedingsonderzoek" (CIVO).

De discussies leidden ertoe dat de regering in 1923 een commissie onder voorzitterschap van de Utrechtse hoogleraar Frits Went instelde. Deze kreeg de opdracht te onderzoeken "door welke maatregelen en in welke vorm het toegepast-natuurwetenschappelijk onderzoek hier te lande dienstbaar kon worden gemaakt aan het algemeen belang". De Commissie Went kwam in 1925 met zijn bevindingen en aanbevelingen. De regering nam de aanbevelingen in grote lijnen over. A. de Mooij A. Czn. werd als tijdelijk adviseur verbonden aan het ministerie van Onderwijs met als taak om, in samenwerking met de Commissie Went, een centrale organisatie van het toegepast-natuurwetenschappelijk onderzoek in Nederland voor te bereiden.
Dit resulteerde in de zogenoemde TNO-wet van 30 oktober 1930. In deze wet waren de taak, organisatievorm, juridische status en relatie met de overheid van de nieuwe instelling vastgelegd. De wet trad op 1 mei 1932 in werking. Op 10 mei 1932 werd het eerste bestuur van TNO geïnstalleerd.
| Naam                 | Periode   |
| -------------------- | --------- |
| Friedrich Went       | 1932-1935 |
| Gerrit van Iterson   | 1935-1939 |
| J. Alingh Prins      | 1939-1946 |
| Hugo Rudolph Kruyt   | 1946-1953 |
| Z.Th. Fetter         | 1953-1959 |
| Henri Willem Julius  | 1959-1972 |
| A.A.M. van Trier     | 1972-1974 |
| L.B.J. Stuyt         | 1974-1980 |
| W.A. Jong            | 1980-1989 |
| F.E. Mathijsen Gerst | 1989-1995 |
| J.A. Dekker          | 1995-2003 |
| J.C. Huis in 't Veld | 2003-2008 |
| J.H.J. Mengelers     | 2008-2014 |
| Jan Willem Kelder    | 2014-2015 |
| Paul de Krom         | 2014-2022 |
| T.B.P.M. Tjin-A-Tsoi | 2022-     |

## Organisatie
TNO is een zelfstandige instelling met onder meer een eigen financieel beleid, personeelsbeleid, commercieel beleid en onderzoeksbeleid. TNO is een rechtspersoon krachtens de TNO-wet van 19 december 1985 (Staatsblad 762), gewijzigd in 2005 (Staatsblad 47), artikel 3 dat luidt:
1. Er is een Nederlandse Organisatie voor toegepast-natuurwetenschappelijk onderzoek TNO.
2. Zij bezit rechtspersoonlijkheid en is gevestigd te Delft.

TNO is daardoor een voorbeeld van een publiekrechtelijke rechtspersoon, meer specifiek een zelfstandig bestuursorgaan.
TNO is een kennisorganisatie zonder winstoogmerk. Om de continuïteit te garanderen is het belangrijk dat de kosten die de organisatie maakt worden gedekt en dat de organisatie een bescheiden winst genereert om investeringen te kunnen financieren, de continuïteit in kennisontwikkeling veilig te stellen en een duurzame en gezonde financiële positie te handhaven.
De ‘early research’-programma’s en de ‘shared innovation’-programma’s worden altijd deels met publieke middelen gefinancierd. Dit betekent dat in die programma’s hooguit de kosten van TNO worden vergoed. Daarnaast worden de kosten van publieke programma’s van buiten de overheid slechts beperkt vergoed. TNO is verplicht de financiering in overeenstemming te brengen met de overheidsfinanciering. Dat betekent dat de bescheiden winst die de organisatie wil maken alleen kan worden gegenereerd door middel van contractonderzoek, spin-outs of inkomsten uit licenties.

### Tot 2005
Tot de reorganisatie van 2005 was TNO onderverdeeld in vijftien instituten, waaronder TNO Prins Maurits Laboratorium en TNO-NITG.
Het TNO Primatencentrum werd op 7 december 1994 afgestoten en ging als Biomedical Primate Research Centre zelfstandig verder.

### 2005 tot en met 2010
Van 1 januari 2005 tot en met 2010 was TNO onderverdeeld in vijf kerngebieden, die elk bestond uit een aantal business units: TNO Kwaliteit van Leven, TNO Defensie en Veiligheid, TNO Industrie en Techniek, TNO Bouw en Ondergrond en TNO Informatie- en Communicatietechnologie.

### 2011
Sinds januari 2011 kende TNO een matrixorganisatie waarbij de projecten worden uitgevoerd binnen zeven thema's:
Gezond Leven, Industriële Innovatie, Integrale Veiligheid, Energie, Mobiliteit, Gebouwde omgeving, Informatiemaatschappij.
De meer dan tachtig kennisgebieden die eerder in kerngebieden waren ondergebracht zijn nu in drie instituten (expertisecentra) ondergebracht:
- Technical Sciences
- Behavioral and Societal Sciences
- Earth, Environment and Life Sciences

### 2014
TNO werd per 1 september 2014 wederom gereorganiseerd, de activiteiten zijn nu gegroepeerd rond vijf thema's:
- Industrie
- Gezond leven
- Defensie & veiligheid
- Leefomgeving
- Energie

Er zijn inmiddels nog slechts twee instituten (expertisegebieden):
- Technical Sciences (technische wetenschappen)
- Earth, Life and Social Sciences (aard-, levens- en sociale wetenschappen), dat uit een samenvoeging van Earth, Environment and Life Sciences en Behavioral and Societal Sciences is ontstaan. Ondanks de samenvoeging blijft dit het kleinste instituut van de twee.

### 2015
Halverwege 2015 werd bekend dat TNO vanwege verminderde overheidsfinanciering opnieuw zal afslanken, met als consequentie een substantiële reductie in arbeidsplaatsen en focus op een selectie van topsectoren. In totaal zal er 17 miljoen worden bezuinigd op de begroting van 2016.

### 2018
De strategie van TNO is gebaseerd op technologische vooruitgang en trends in de maatschappij. Het werk van TNO richt zich vanaf 2018 op negen domeinen die aansluiten bij de uitdagingen en doelstellingen van de topsectoren en bij maatschappelijke kwesties die relevant zijn voor Nederland en Europa.
Het organisatie van TNO kent negen met de domeinen corresponderende units:
- Gebouwen, Infrastructuur & Maritiem
De unit Gebouwen, Infrastructuur & Maritiem streeft naar betrouwbare, efficiënte en duurzame gebruikswaarde in de bouw, civiele infrastructuur en de maritieme en offshoresector.
- Circulaire Economie & Omgeving
De unit Circulaire Economie & Omgeving helpt de overgang naar een duurzame samenleving te bewerkstelligen. Het ultieme doel is het bereiken van een 'circulaire economie' waarin het hergebruik van producten en grondstoffen maximaal is en de vernietiging van waarde minimaal.
- Defensie & Veiligheid 
 Of het nu voor de krijgsmacht, de politie, de brandweer of het bedrijfsleven is, de unit Defensie & Veiligheid gebruikt kennis en technologie om innovaties te creëren die de dagelijkse veiligheid vergroten.
- Energie 
 De unit Energie heeft de ambitie om de overgang naar volledig duurzame energievoorziening te versnellen met innovaties op zowel technisch als niet-technisch gebied.
- Gezond Leven 
 De unit Gezond Leven werkt aan maatschappelijke en technologische innovaties die mensen helpen keuzes te maken die leiden tot een betere gezondheid en maatschappelijke participatie.
- Industrie 
 De unit Industrie is een onmisbare factor in het oplossen van de problemen van de maatschappij. Deze unit helpt de industrie omgaan met deze uitdagingen met behulp van technische expertise op vele gebieden, waaronder sensoren, optica, flexibele elektronica, 3D-printers en chemie.
- Informatie- & Communicatietechnologie (ICT) 
 ICT biedt nieuwe mogelijkheden voor het oplossen van allerlei maatschappelijke uitdagingen en is de motor achter innovatie en economische groei, maar de snelle digitale transformatie van de samenleving brengt ook problemen met zich mee. De unit ICT helpt zijn klanten bij digitale transformaties door gebruik te maken van kennis op het gebied van ICT, beleid en bedrijfsmodellen.
- Strategische Analyse & Beleid 
 De unit Strategische Analyse & Beleid adviseert overheidsinstanties en ondernemingen over complexe maatschappelijke kwesties op dit gebied door hen in een vroeg stadium attent te maken op nieuwe technologieën, innovatiebeleid te beïnvloeden en de invoering van relevante innovaties in goede banen te leiden.
- Verkeer & Vervoer 
 De unit Verkeer & Vervoer houdt zich bezig met het creëren van leefbare, duurzame steden door middel van schone, veilige, betrouwbare en betaalbare mobiliteit en logistiek.

TNO heeft de SDG-charter ondertekend en zet zich daarbij in om bij te dragen aan de realisatie van de duurzameontwikkelingsdoelen (Sustainable Development Goals).

#### Fusie ECN duurzaam met TNO
Op 1 januari 2018 is de tak van ECN die zich bezighoudt met duurzame energieontwikkeling (o.a. PV, Wind, Biomassa etc) gefuseerd met TNO in de unit Energie.

## TNO typerende projecten
- TROPOMI:[6] een satellietinstrument dat metingen zal uitvoeren in de troposfeer om een nauwkeurig beeld te vormen van de toestand van het veranderende klimaat. TNO is de ontwerper van het opto-mechanische hart van het instrument: de Ultraviolet Visible Near-infrared optical bench module.
- Gepersonaliseerde digitale gezondheidszorg:[7] gepersonaliseerde diagnose, prognose en behandeling helpt overbehandeling en onderbehandeling voorkomen en verlaagt op die manier de totale zorgkosten. Verbetering van de kwaliteit van digitale gezondheidszorg vereist focus op voorspelling, preventie, personalisering, participatie en privacy.
- Truck platooning: dit project werkt aan 'truck platooning' technologie die geautomatiseerd rijden op openbare wegen in de praktijk mogelijk moet maken. Truck platooning kan het wegvervoer sneller, goedkoper, schoner en veiliger maken en tegelijkertijd de wegcapaciteit vergroten.
- Het North Sea Energy project[8] is een consortium project gericht op emissievrije energieopwekking op de Noordzee.
- Blockchain:[9] TNO biedt een Blockchain Laboratorium waar de waarde van deze technologie voor diverse domeinen/bedrijven kan worden getoetst.
- Real-Time Intelligence (RTI):[10] in het RTI-lab worden in samenwerking met de politie manieren onderzocht waarop 'Real-Time Intelligence' de effectiviteit van de politie kan vergroten, bijvoorbeeld bij het opsporen van personen
- Leefstijl als medicijn:[11] in samenwerking met het LUMC wil dit project aantonen dat het volledig genezen van diabetes type 2 door een verandering in leefstijl, zoals aangetoond bij muizen, toegepast kan worden voor mensen.
- Shaded DomeTM: in samenwerking met Defensie is een koepelstructuur ontworpen die beschermt tegen schadelijke weersinvloeden, ballistische bescherming biedt, een zeer laag energieverbruik heeft en snel en eenvoudig op en af te bouwen is.
- Energiebesparend asfalt: nieuw asfalt dat brandstof bespaart en de CO2-uitstoot vermindert.
- Het GeoERA programma:[12] een eerste stap in het vrij toegankelijk en grensoverschrijdend beschikbaar maken van geologische kennis over ons continent. Binnen het programma werken tientallen instellingen uit 31 landen samen aan geologische onderzoeksprojecten.
- Innovaties voor ontwikkelingssamenwerking:[13] een programma dat is ontwikkeld om onderzoeksresultaten te verspreiden naar kleine en middelgrote ondernemingen en innovaties te implementeren in ontwikkelingslanden.

## Websites
- officiële website
- overheid.nl. TNO-wet. geldend van 1 mei 2022 tot en met heden
- Museum Waalsdorp. Geschiedenis van (TNO) defensie- en veiligheidsresearch sinds 1927

- International Standard Name Identifier: 0000 0001 0208 7216
- Library of Congress Control Number: no2003056957
- Virtual International Authority File: 139001829